# Brisson (Ontario)
Pour les articles homonymes, voir Brisson.

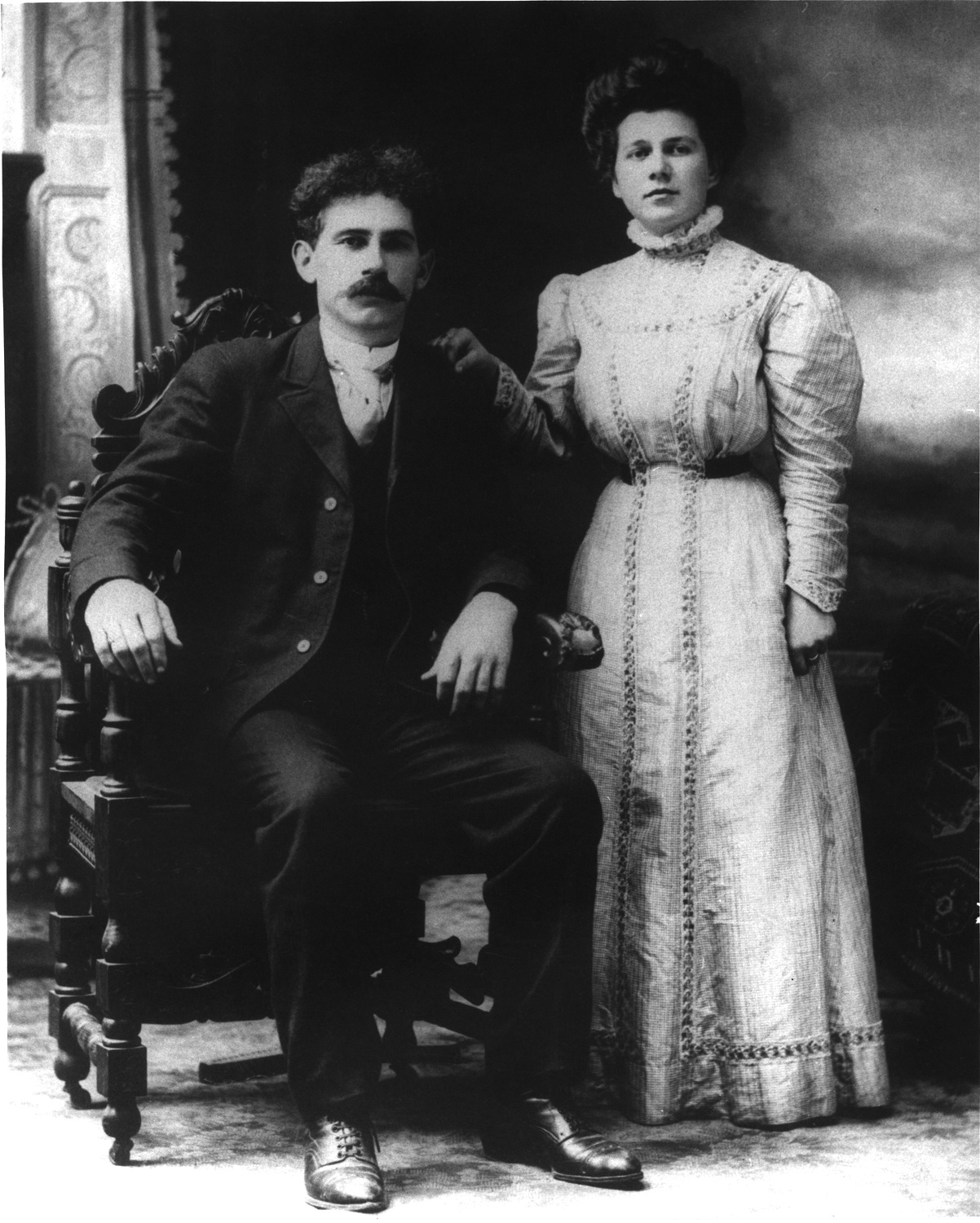
Parfait Brisson - Aurore Nadeau 1908

Brisson se trouve à l'intersection du chemin St-Guillaume et de la route 200 près d’ Embrun dans le canton de Russell en Ontario, Canada. On y retrouvait le magasin général de Parfait Brisson avec un bureau de poste. Bien que toujours indiquée sur certaines cartes, et toujours mentionnée comme localité par Statistique Canada, la communauté n’existe plus, et n’est pas reconnue par le canton de Russell. Brisson a eu son propre bureau de poste de 1907 à 1918, Parfait Brisson étant le premier maître de poste de 1907 à 1916. Il fut remplacé par Arthur Bergeron.
Parfait Brisson, né Joseph Prosper Brisson le 16 mai 1881 à Embrun, est le fils de Joseph Brisson et de Marie Lanoix. Parfait Brisson épouse Aurore Nadeau, fille d'Onésime Nadeau et de Georgianna Bouvier le 27 février 1908 à Embrun. Parfait Brisson a aussi été propriétaire d'une fromagerie à Embrun dont l’adresse postale était Brisson,.